# Vera Buchanan
Vera Daerr, coniugata Buchanan (Wilson, 20 luglio 1902 – McKeesport, 26 novembre 1955), è stata una politica statunitense, membro della Camera dei Rappresentanti per lo stato della Pennsylvania dal 1951 al 1955.

## Biografia
Nata a Wilson, dopo gli studi Vera Daerr lavorò come segretaria per un'azienda siderurgica e successivamente sposò Frank Buchanan, con il quale ebbe due figlie gemelle. Il marito intraprese la carriera politica, divenendo dapprima sindaco di McKeesport e successivamente deputato alla Camera dei Rappresentanti; la Buchanan lavorò per lui come segretaria.
Quando Frank Buchanan morì improvvisamente nell'aprile del 1951, i dirigenti locali del Partito Democratico chiesero alla vedova di candidarsi per succedergli al Congresso. Vera Buchanan prese parte alle elezioni speciali indette per riassegnare ad un nuovo deputato il seggio di suo marito e riuscì a vincerle. La donna si rivelò una politica molto popolare presso il suo elettorato, tanto da essere riconfermata con elevate percentuali di voto nel 1952 e nel 1954.
Fu una grande sostenitrice delle politiche del Presidente Harry Truman, mentre fu molto critica nei confronti dell'operato dell'amministrazione Eisenhower.
Nel giugno del 1955, scoprì di essere affetta da un tumore in fase terminale. Ricoverata per alcuni mesi presso il Bethesda Naval Hospital, morì a McKeesport nel novembre dello stesso anno, all'età di cinquantatré anni. Fu il primo deputato di sesso femminile a morire mentre era ancora in carica.